# Daniel Bekker
Daniel Wepener „Daan” Bekker (ur. 19 lutego 1932 w Dordrechcie, zm. 22 października 2009 w Pretorii) − południowoafrykański bokser wagi ciężkiej, wielokrotny mistrz kraju, dwukrotny medalista olimpijski.

## Kariera amatorska
Z zawodu był policjantem. Sześć razy zdobył amatorskie mistrzostwo Związku Południowej Afryki w wadze ciężkiej (1952, 1955-1959). W 1958 roku został też złotym medalistą igrzysk Wspólnoty Brytyjskiej, pokonując w finale turnieju wagi ciężkiej mistrza Anglii, Davida Thomasa.
Dwukrotnie reprezentował swój kraj na igrzyskach olimpijskich. W 1956 roku w Melbourne zdobył brązowy medal (w pierwszej rundzie miał wolny los, w drugiej pokonał Argentyńczyka Jose Giorgettiego, a w półfinale uległ przed czasem Amerykaninowi Peterowi Rademacherowi).
Cztery lata później w Rzymie dotarł do finału turnieju, w którym zmierzył się z reprezentantem gospodarzy, Franco De Piccolim. W pierwszej rundzie Włoch spowodował nokdaun reprezentanta ZPA, który nie zdołał opanować kryzysu i wkrótce potem, w drugiej rundzie został wyliczony przez sędziego. Ostatecznie Bekker zdobył srebrny medal, stoczywszy następujące walki:
- II runda: wygrana z Władysławem Jędrzejewskim (Polska) TKO 1
- ćwierćfinał: wygrana z Obradem Sretenoviciem (Jugosławia) KO 1
- półfinał: wygrana z Günterem Siegmundem (NRD) 4:1
- finał: przegrana z Franco De Piccolim (Włochy) KO 2

## Kariera zawodowa
Po igrzyskach w Rzymie przeszedł na zawodowstwo. 17 marca 1962 roku w swojej trzeciej profesjonalnej walce zdobył wakujące mistrzostwo RPA w wadze ciężkiej, nokautując Jana Scheepersa. Niecałe trzy miesiące później obronił tytuł w pojedynku ze Stoffelem Willemse. W kolejnej walce zmierzył się z mającym na swoim koncie 67 zawodowych walk Mikiem Holtem i przegrał z nim przez techniczny nokaut (stawką walki nie było mistrzostwo). 26 stycznia 1963 roku Bekker stracił tytuł, gdy został znokautowany w 7. rundzie przez Willemse. Wskutek tej porażki, stoczywszy zaledwie 9 zawodowych pojedynków, w wieku niespełna 31 lat zakończył pięściarską karierę.
Zmarł w 2009 roku, od dłuższego czasu zmagając się z chorobami Parkinsona i Alzheimera.